# Meettafel

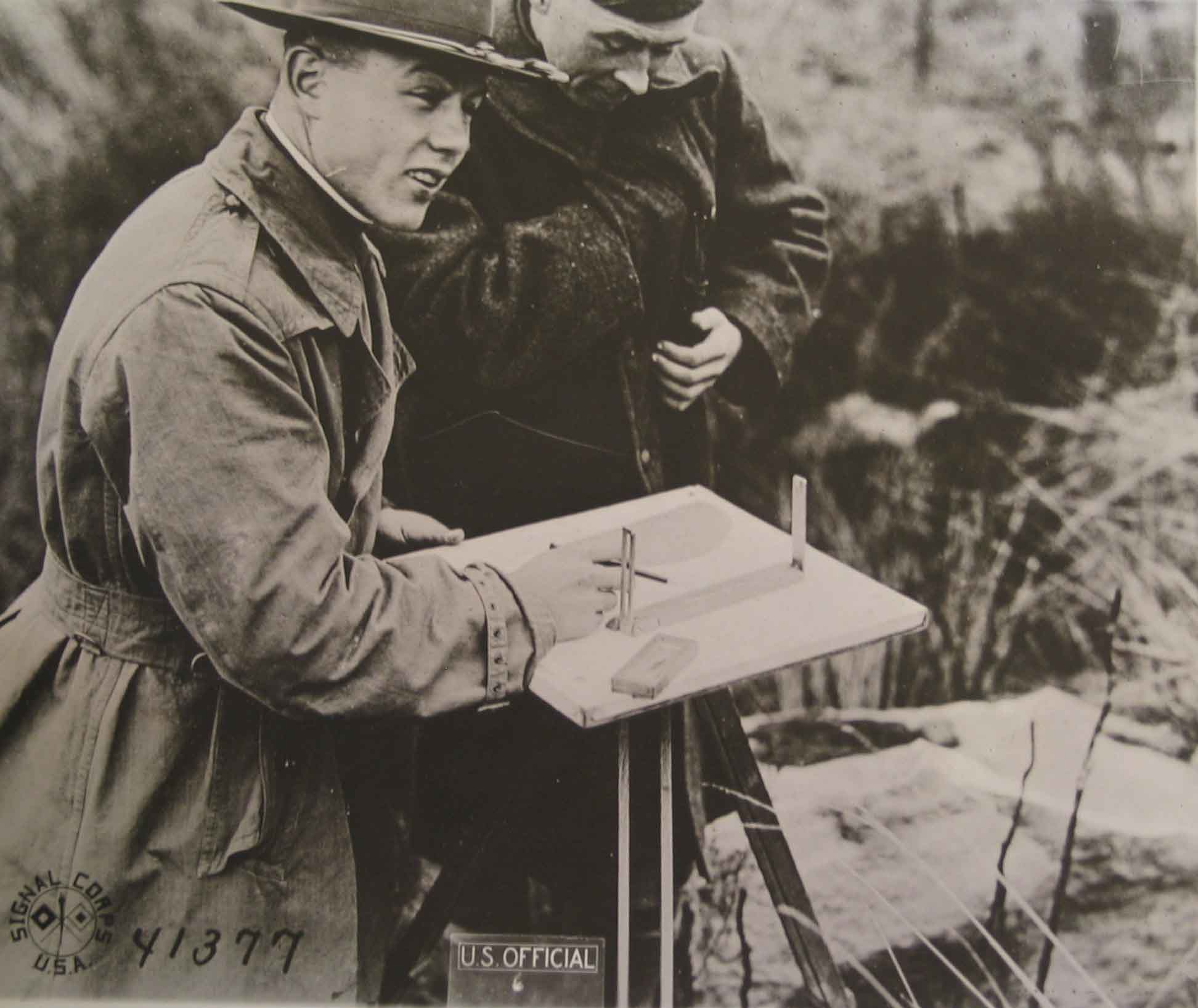
Een Amerikaanse officier van de Army Map Service (onderdeel van de USACE) bezig met het maken van een kaart met behulp van een meettafel in Frankrijk tijdens de Eerste Wereldoorlog rond 1918.

Een meettafel, ook planchet(te) of planche genoemd, is een werktuig waarmee vroeger geodeten en topografen een gebied konden opmeten voor het maken van kadasterkaarten en hoogtelijnenkaarten. Het bestaat uit een tafel op een onderstel.

## Ontdekking
In 1551 beschreef de Franse ingenieur Abel Foullon de meettafel voor het eerst in zijn boek Usage et description de l'holomètre. Gezien zijn beschrijving van de meettafel als een volledig ontwikkeld instrument moet deze toen al enige tijd hebben bestaan. In 1555 kreeg hij als eerste een patent van de Franse koning Henri II.
Het instrument werd ook beschreven in het boek Pantometria van de Britse landmeetkundige Leonard Digges en in 1590 ook in het Engels door de Britse werktuigkundige Cyprian Lucar. Eerder werd gedacht dat de Duitse wiskundige Johann Richter in 1610 de eerste beschrijving zou hebben gegeven van het instrument, dat door hem mensel (Mensula Praetoriana) werd genoemd. Dit werd destijds namelijk betoogd door zijn student, wiskundige Daniel Schwenter.

## Gebruik
Een meettafel bestaat uit een vlak houten gladgeschaafd (niet krom te trekken) tafelblad gemonteerd op een stevig onderstel, dat uitschuifbaar is om ook op ongelijk terrein te kunnen worden gebruikt. Het kan waterpas worden gezet (gehorizonteerd) met een libel. Een meettafel meet doorgaans 40 bij 40 of 60 bij 60 centimeter. Op de meettafel werd een stuk tekenpapier bevestigd om de kaart op te kunnen tekenen of aan te passen. 
Voor een hoekmeting werd de meettafel op een driepoots statief geschroefd, dat midden boven een meetpunt werd opgesteld. Het opnameblad (planchetkaart) of de bij te werken kaart werd aan het houten tafelblad bevestigd voor de kartering. Afhankelijk van het doel van de inmeting werd het meettafelblad over een draaibaar punt naar het noorden, zuiden of een andere richting in het landschap georiënteerd (bijvoorbeeld voor het bepalen van het verloop van een vallei).
Het punt waarover de meettafel geplaatst werd vaak met behulp van een schietlood en een piquoir (Duits: Kopiernadel) overgebracht op het kaartblad. 
Met behulp van een vizierliniaal (of alhidade) konden objecten in het veld worden onderzocht om ze te kunnen intekenen. Later werd de vizierliniaal voorzien van een telescoopvizier waaruit de afstand kon worden afgelezen middels een afstandsschaal.
Na het afronden van de metingen werden de vastgelegde details en grenspunten op kantoor verwerkt tot een definitieve kaart. Bij kleine kaarten werden soms onbekende locaties gebruikt in plaats van meetpunten, waarbij de onderlinge locatie werd bepaald door grafische driehoeksmeting.
De meettafel was een veelgebruikt instrument bij meetkundigen al vonden sommigen het een minderwaardig instrument ten opzichte van andere meetinstrumenten zoals de theodoliet, boussole of het astrolabium, die lastiger in gebruik waren. Door het gebruik van grafische methodieken in plaats van wiskundige berekeningen kon het instrument namelijk ook door mensen met een minder hoge opleiding worden gebruikt. In 1890 voegde de Duitse wiskundige Sebastian Finsterwalder er een camera aan toe en combineerde de meettafel met een fototheodoliet, waarmee hij de fotogrammetrie introduceerde in de meetkunde.
Hedendaagse vormen van de meettafel worden nog steeds af en toe gebruikt voor eenvoudige metingen. De grafische methode heeft het voordeel dat het in kleinere gebieden zonder berekeningen kan.

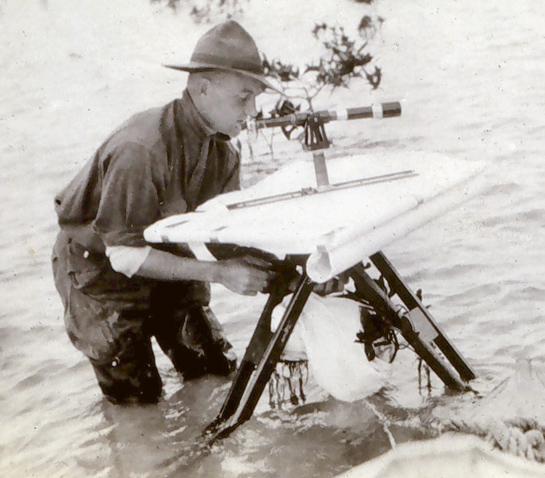
Meetkundige met een meettafel met vizierliniaal